# António Barbosa
Pour les articles homonymes, voir Barbosa.
António Barbosa, de son nom complet António Fernando Barbosa da Silva, est un footballeur portugais né le 3 novembre 1931 à Porto. Il évoluait au poste de défenseur central.

## Biographie

### En club
António Barbosa débute avec Boavista : lors de la saison 1951-1952, il découvre la première division portugaise,,.
Il représente Boavista pendant cinq saisons avant de signer chez le rival portiste du FC Porto en 1956,,.
Avec Porto, il est sacré Champion du Portugal en 1959. Il remporte également la Coupe du Portugal en 1958,.
António Barbosa raccroche les crampons à l'issue de la saison 1961-1962,,.
Il dispute un total de 175 matchs pour aucun but marqué en première division portugaise,. Au sein des compétitions européennes, il dispute trois matchs en Coupe des clubs champions pour aucun but marqué.

### En équipe nationale
International portugais, il reçoit deux sélections en équipe du Portugal toutes les deux en amical durant l'année 1959.  Le 16 mai, il dispute un match contre la Suisse (défaite 3-4 à Genève). Le 21 mai, il joue contre la Suède (défaite 0-2 à Göteborg).

## Palmarès
FC Porto
- Championnat du Portugal (1) :
  - Champion : 1958-59.

- Coupe du Portugal (1) :
  - Vainqueur : 1957-58.